# Pârâul Lung, Râul Galben
Pârâul Lung este un curs de apă, afluent al Râului Galben. 

## Hărți
- Harta Munților Parâng [nefuncțională – arhivă]